# Ligue australienne de baseball 2010-2011
Navigation
2011-2012
La Ligue australienne de baseball 2010-2011 est la saison inaugurale de cette compétition rassemblant l'élite des clubs australiens de baseball. 
Le coup d'envoi de la saison est donné le 6 novembre 2010.
Perth Heat remporte le titre en s'imposant en finale par deux victoires contre une défaite face à Adelaide Bite.

## Participants
| \| Adelaide Bite Brisbane Bandits Canberra Cavalry Melbourne Aces Perth Heat Sydney Blue Sox \| Localisation des clubs. |
| Adelaide Bite Brisbane Bandits Canberra Cavalry Melbourne Aces Perth Heat Sydney Blue Sox                               |

| Club             | Ville           | Stade                      |
| ---------------- | --------------- | -------------------------- |
| Adelaide Bite    | Adélaïde (SA)   | Coopers Stadium            |
| Brisbane Bandits | Brisbane (QLD)  | Brisbane Exhibition Ground |
| Canberra Cavalry | Canberra (ACT)  | Narrabundah Ballpark       |
| Melbourne Aces   | Melbourne (VIC) | Melbourne Showgrounds      |
| Perth Heat       | Perth (WA)      | Baseball Park              |
| Sydney Blue Sox  | Sydney (NSW)    | Blacktown Baseball Stadium |

## Saison régulière

### Classement
| Pl. | Équipe           | J  | V  | D  | %    | GB  |
| --- | ---------------- | -- | -- | -- | ---- | --- |
| 1   | Sydney Blue Sox  | 39 | 24 | 15 | .615 | -   |
| 2   | Perth Heat       | 40 | 24 | 16 | .600 | ½   |
| 3   | Adelaide Bite    | 40 | 23 | 17 | .575 | 1½  |
| 4   | Melbourne Aces   | 39 | 18 | 21 | .462 | 6   |
| 5   | Brisbane Bandits | 36 | 14 | 22 | .389 | 8½  |
| 6   | Canberra Cavalry | 36 | 12 | 24 | .333 | 10½ |

### Statistiques
| Stat | Joueur           | Équipe           | Total |
| ---- | ---------------- | ---------------- | ----- |
| AVG  | Michael Collins  | Canberra Cavalry | 0,360 |
| HR   | James McOwen     | Adelaide Bite    | 11    |
| RBI  | James McOwen     | Adelaide Bite    | 30    |
| RBI  | Joshua Roberts   | Brisbane Bandits | 30    |
| R    | Jeremy Cresswell | Adelaide Bite    | 37    |
| H    | Robbie Widlansky | Perth Heat       | 52    |
| SB   | Trent D'Antonio  | Sydney Blue Sox  | 9     |

| Stat | Joueur         | Équipe           | Total  |
| ---- | -------------- | ---------------- | ------ |
| V    | Chris Mowday   | Brisbane Bandits | 6      |
| V    | Daniel Schmidt | Perth Heat       | 6      |
| D    | Paul Mildren   | Adelaide Bite    | 6      |
| ERA  | David Welch    | Sydney Blue Sox  | 1,44   |
| K    | Chris Oxspring | Sydney Blue Sox  | 37     |
| IP   | Chris Oxspring | Sydney Blue Sox  | 68 2/3 |
| S    | Koo Dae-Sung   | Sydney Blue Sox  | 12     |

### Récompenses
| Semaine | Joueur              | Équipe           |
| ------- | ------------------- | ---------------- |
| 1       | non décerné         | non décerné      |
| 2       | Alex Johnson        | Sydney Blue Sox  |
| 3       | Allan de San Miguel | Perth Heat       |
| 4       | Donald Lutz         | Canberra Cavalry |
| 5       | Yoshiyuki Kamei     | Melbourne Aces   |
| 6,      | Boss Maonoroa       | Sydney Blue Sox  |
| 6,      | Yoshiyuki Kamei     | Melbourne Aces   |
| 7       | non décerné         | non décerné      |
| 8       | Tom Brice           | Adelaide Bite    |
| 9       | Ronnie Welty        | Perth Heat       |
| 10      | James McOwen        | Adelaide Bite    |

| Semaine | Joueur         | Équipe          |
| ------- | -------------- | --------------- |
| 1       | non décerné    | non décerné     |
| 2       | Chris Oxspring | Sydney Blue Sox |
| 3       | David Welch    | Sydney Blue Sox |
| 4       | Wayne Lundgren | Sydney Blue Sox |
| 5       | Adam Bright    | Melbourne Aces  |
| 6,      | David Welch    | Sydney Blue Sox |
| 6,      | Adam Blackley  | Melbourne Aces  |
| 7       | non décerné    | non décerné     |
| 8       | Matt Zachary   | Perth Heat      |
| 9       | Benjamin Moore | Perth Heat      |
| 10      | Koo Dae-Sung   | Sydney Blue Sox |
| 10      | Brandon Maurer | Adelaide Bite   |

## Play-off
Les séries éliminatoires ont lieu du 27 janvier au 13 février selon le principe de la double élimination,. Chaque tour se joue au meilleur des trois rencontres. Au premier tour, premier et deuxième de la saison régulière s'affrontent pour une qualification directe en finale. Le perdant garde une chance de s'y qualifier en jouant une rencontre face au vainqueur du match entre les 3e et 4e de la saison.
|  | Demi-finales                     | Demi-finales                     | Demi-finales                     |  |    | Finale préliminaire             | Finale préliminaire             | Finale préliminaire             |    |          | Série finale                      | Série finale                      | Série finale                      |
|  |                                  |                                  |                                  |  |    |                                 |                                 |                                 |    |          |                                   |                                   |                                   |
|  | 27 et 28 janvier 2011 à Sydney   |                                  |                                  |  |    |                                 |                                 |                                 |    |          |                                   |                                   |                                   |
|  | 1er                              | Sydney                           | 0                                |  |    |                                 |                                 |                                 |    |          | 11, 12 et 13 février 2011 à Perth | 11, 12 et 13 février 2011 à Perth | 11, 12 et 13 février 2011 à Perth |
|  | 2e                               | Perth                            | 2                                |  |    | 4, 5 et 6 février 2011 à Sydney | 4, 5 et 6 février 2011 à Sydney | 4, 5 et 6 février 2011 à Sydney |    |          | VA                                | Perth                             | 2                                 |
|  |                                  |                                  |                                  |  | PA | Sydney                          | 1                               |                                 | VC | Adélaïde | 1                                 |                                   |                                   |
|  | 27 et 28 janvier 2011 à Adélaïde | 27 et 28 janvier 2011 à Adélaïde | 27 et 28 janvier 2011 à Adélaïde |  | VB | Adélaïde                        | 2                               |                                 |    |          |                                   |                                   |                                   |
|  | 3e                               | Adélaïde                         | 2                                |  |    |                                 |                                 |                                 |    |          |                                   |                                   |                                   |
|  | 4e                               | Melbourne                        | 0                                |  |    |                                 |                                 |                                 |    |          |                                   |                                   |                                   |

### Demi-finales
| Match | Date       | Lieu                       | Visiteur        | Hôte            | Score | Affluence |
| ----- | ---------- | -------------------------- | --------------- | --------------- | ----- | --------- |
| 1     | 27 janvier | Blacktown Baseball Stadium | Perth Heat      | Sydney Blue Sox | 4 - 2 | 1 002     |
| 2     | 28 janvier | Blacktown Baseball Stadium | Sydney Blue Sox | Perth Heat      | 0 - 6 | 1 350     |

| Match | Date       | Lieu            | Visiteur       | Hôte           | Score      | Affluence |
| ----- | ---------- | --------------- | -------------- | -------------- | ---------- | --------- |
| 1     | 27 janvier | Coopers Stadium | Melbourne Aces | Adelaide Bite  | 2 - 14     | 1 642     |
| 2     | 28 janvier | Coopers Stadium | Adelaide Bite  | Melbourne Aces | 4 - 3 (11) | 3 124     |

### Finale préliminaire
| Match | Date      | Lieu                       | Visiteur        | Hôte            | Score        | Affluence |
| ----- | --------- | -------------------------- | --------------- | --------------- | ------------ | --------- |
| 1     | 4 février | Blacktown Baseball Stadium | Adelaide Bite   | Sydney Blue Sox | 0 - 8        | 1 162     |
| 2     | 5 février | Blacktown Baseball Stadium | Sydney Blue Sox | Adelaide Bite   | 0 - 4        | 1 515     |
| 3     | 6 février | Blacktown Baseball Stadium | Adelaide Bite   | Sydney Blue Sox | 7 - 4 (15 m) | 742       |

### Série finale
| Match | Date       | Lieu          | Visiteur      | Hôte          | Score | Affluence |
| ----- | ---------- | ------------- | ------------- | ------------- | ----- | --------- |
| 1     | 11 février | Baseball Park | Adelaide Bite | Perth Heat    | 4 - 3 | 2 680     |
| 2     | 12 février | Baseball Park | Perth Heat    | Adelaide Bite | 9 - 2 | 3 074     |
| 3     | 13 février | Baseball Park | Adelaide Bite | Perth Heat    | 1 - 7 | 1 876     |

## Médias
Malgré des négociations avec Fox Sports et One HD, il n'y a pas eu de retransmissions télévisées des matchs de saison régulière. La Série finale elle sera retransmise par Fox Sports.
Le 1er novembre 2010, Triple H FM, une radio locale de Sydney, annonce qu'elle commentera les matchs des Sydney Blue Sox à domicile ainsi qu'une partie des matchs des Canberra Cavalry. SportFM, la radio sportive de Perth Now, commente elle les matchs du Perth Heat.
D'autres équipes comme les Adelaide Bite et les Brisbane Bandits proposent un play-by-play sur leurs sites internet en streaming.